# 纽埃历史
纽埃最早于公元900年左右开始有人定居，他们是波利尼西亚的航海者。16世纪，汤加人征服纽埃。

## 早期历史
在18世纪初之前，没有迹象显示纽埃形成政府模式或者拥有领导者。约1700年，王权的概念和实践从汤加和萨摩亚引入，纽埃开始设置最高领导人“帕图-伊基”。

## 库克船长
詹姆斯·库克是第一个发现此地的欧洲人。

## 第一次世界大战
在第一次世界大战期间，150个纽埃人作为新西兰士兵服役。

## 自治
1974年，纽埃获得自治权与新西兰形成自由联合。

## 最近历史
近年来，纽埃的人口持续下降。